# Isabellah Andersson

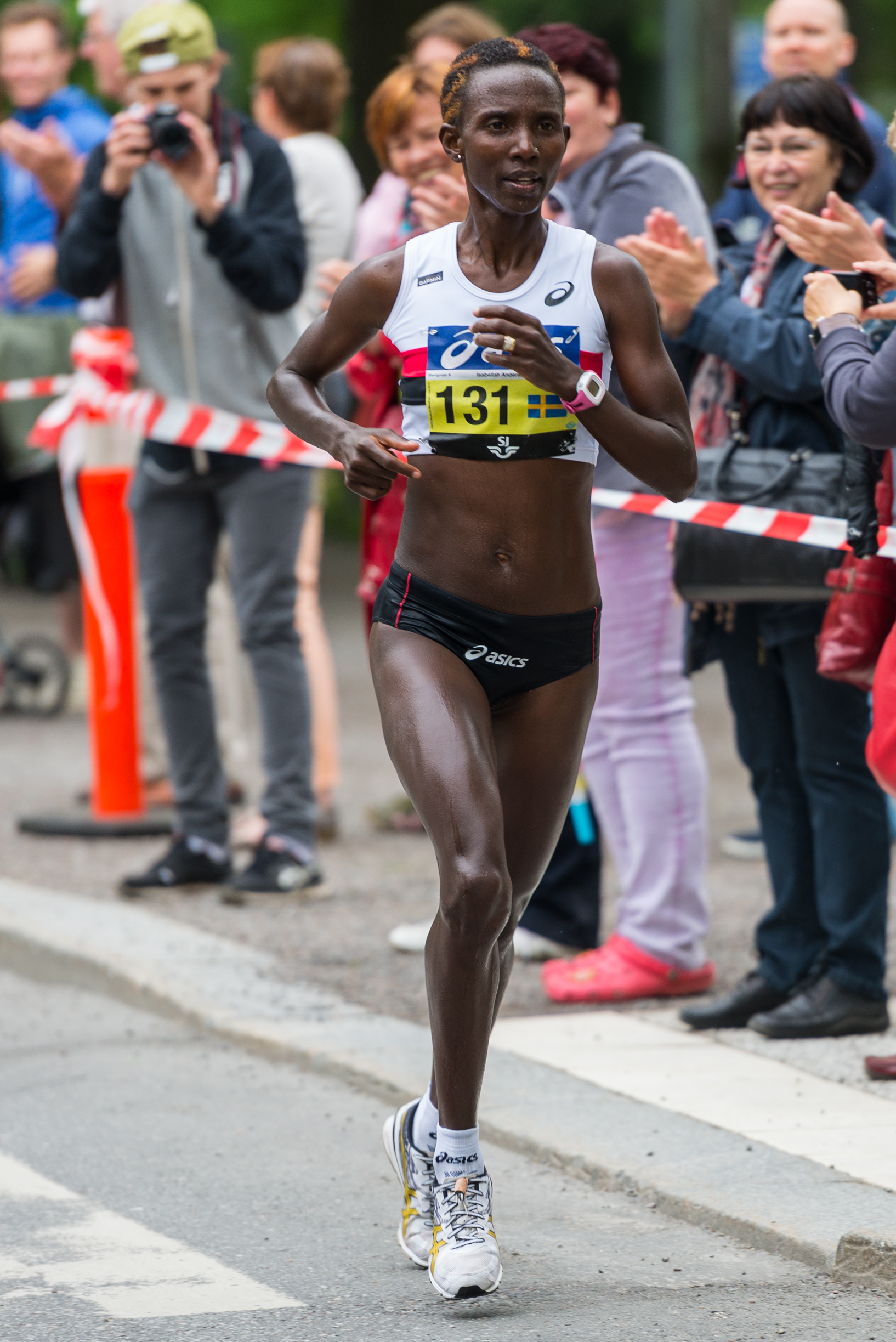
Isabella Andersson beim Stockholm-Marathon 2013.

Isabellah Andersson (geb. Moraa Amoro; * 12. November 1980 in Manga, Nyamira District, Provinz Nyanza) ist eine schwedische Langstreckenläuferin kenianischer Herkunft.
Nach ihrer Schulzeit zog sie nach Nairobi, wo sie hobbymäßig mit dem Laufsport begann. 2002 traf sie schwedische Orientierungsläufer, die in Kenia Werbung für ihren Sport machten, und 2004 ging sie für einen Lehrgang in dieser Disziplin nach Schweden. Im Jahr darauf folgte ein zweiter, bei dem sie ihren zukünftigen Ehemann Lars Andersson kennenlernte. Dieser erkannte ihr Talent und überzeugte sie davon, zum Langstreckenlauf überzuwechseln.
Im Januar 2006 übersiedelte sie dauerhaft nach Schweden. Kurz nach ihrem ersten Marathon, den sie im Oktober in Växjö in 2:51:10 h gewann, heiratete sie Lars.
2008 wurde sie Schwedische Meisterin im Crosslauf sowohl auf der Kurz- wie auch auf der Langstrecke. Bei ihrem zweiten Start über die 42,195-km-Distanz gewann sie den Stockholm-Marathon in 2:34:14 h.
Im Januar 2009 kam ihre Tochter zur Welt, und im Mai erhielt sie die schwedische Staatsangehörigkeit. Kurz danach wurde sie Schwedische Meisterin im Halbmarathon und verteidigte ihren Titel beim Stockholm-Marathon.
2010 stellte sie als Fünfte beim Dubai-Marathon und Siegerin beim Venloop jeweils nationale Rekorde im Marathon und Halbmarathon auf, wurde erneut Schwedische Crosslauf-Meisterin auf beiden Strecken und gewann zum dritten Mal in Stockholm. Beim Marathon der Europameisterschaften in Barcelona wurde sie Fünfte, bekam aber später die Bronzemedaille, weil die ersten beiden Läuferinnen des Dopings überführt wurden. Beim Frankfurt-Marathon wurde sie Vierte.
2011 wurde sie Dritte in Dubai und verbesserte erneut ihren Rekord. Obwohl sie danach wegen Knieproblemen operiert wurde und einen Monat mit dem Training aussetzen musste, siegte sie zum vierten Mal in Stockholm und ist nun Rekordsiegerin bei diesem Lauf. Beim Marathon der Weltmeisterschaften in Daegu wurde sie als beste Europäerin Siebte.
Isabellah Andersson startet für den Verein Hässelby SK.

## Persönliche Bestzeiten
- 5000 m: 15:45,08 min, 3. August 2009, Malmö
- 10.000 m: 33:32,72 min, 1. August 2009, Malmö
- Halbmarathon: 1:10:02 h, 21. März 2010, Venlo (schwedischer Rekord)
- Marathon: 2:23:41 h, 21. Januar 2011, Dubai (schwedischer Rekord)